# Annabelle in Flag Dance
Annabelle in Flag Dance byl americký němý film z roku 1896. Film trval jen několik sekund. Účinkovala v něm pouze Annabelle Mooreová. Produkci zajistilo Edison Studios. Film je považován za ztracený.
Annabelle Mooreová předváděla své tance v mnoha krátkometrážních filmech. Poprvé v nich účinkovala v roce 1894.

## Děj
Tanečnice Annabelle Mooreová, oblečená v barvách Spojených států, mává americkou vlajkou.